# Double Dragon IV
Double Dragon IV (ダブルドラゴン Ⅳ) (ダブルドラゴン Ⅳ?) é um jogo de vídeo game do gênero beat 'em up da série Double Dragon lançado para PlayStation 4, Microsoft Windows e Nintendo Switch.

## Jogabilidade
Além do modo história, que contém doze missões, o jogo inclui um modo de duelo para dois jogadores.

## Enredo
Após a derrota dos Black Warriors em Double Dragon II, Billy e Jimmy Lee procuram espalhar sua arte marcial Sōsetsuken estabelecendo dojos em todo o país. No entanto, eles logo enfrentam uma nova ameaça em uma gangue chamada Renegades, que se uniram aos Black Warriors para acabar com Billy e Jimmy de uma vez por todas.

## Desenvolvimento
Ao contrário dos jogos anteriores da série, esta sequela é desenvolvida pela Arc System Works, que comprou os direitos da série em 2015. Vários desenvolvedores da série continuaram no projeto, incluindo o diretor original, designer de personagens, o compositor e o programador. O jogo foi anunciado no final de dezembro de 2016, através de um trailer. Esperava-se uma atualização dos gráficos, semelhante ao de Double Dragon Neon, mas na nova sequela do jogo os gráficos são os mesmos das versões feitas para o Nintendo Entertainment System.
O jogo foi lançado em 29 de janeiro de 2017, para PlayStation 4 e 30 de janeiro para Microsoft Windows conforme estavam planejados.